# Лінія 2 (метро Сан-Паулу)
Лінія 2 (зелена) або Лінія Пауліста — лінія метро Сан-Паулу, що пролягає між станціями Віла-Мадалена і Алту-ду-Іпіранга. Значна частина лінії проходить під проспектом Пауліста, одним з головних фінансових центрів міста Сан-Паулу.
| Бразилія | Це незавершена стаття з географії Бразилії. Ви можете допомогти проєкту, виправивши або дописавши її. |